# Mlaștina de la Fetești
Mlaștina de la Fetești este o arie protejată (sit de importanță comunitară — SCI) din România, desemnată în scopul protejării biodiversității și menținerii într-o stare de conservare favorabilă a florei spontane și faunei sălbatice, precum și a habitatelor naturale de interes comunitar aflate în arealul zonei de protecție. Aceasta se întinde pe o suprafață de 2.110,9 ha, integral pe uscat.

## Localizare
Centrul sitului Mlaștina de la Fetești este situat la coordonatele 44°20′27″N 27°48′10″E / 44.340708°N 27.802817°E. Situl se întinde pe teritoriul administrativ al comunei Borcea din județul Călărași și pe cel al municipiului Fetești din județul Ialomița.

## Înființare
Situl Mlaștina de la Fetești (ROCIC0319) a fost declarat sit de importanță comunitară în septembrie 2011 pentru a proteja 4 specii de animale.

## Biodiversitate
Situată în ecoregiunea de stepă, aria protejată conține 1 habitat natural: Galerii de Salix alba și de Populus alba.
La baza desemnării sitului se află mai multe specii protejate:
- amfibieni (2): buhai de baltă cu burtă roșie (Bombina bombina), triton cu creastă dobrogean (Triturus dobrogicus)
- mamifere (1): vidră de râu (Lutra lutra)
- reptile (1): țestoasa de baltă (Emys orbicularis)